# 코르 파칸 클럽
코르 파칸 클럽(아랍어: نادي خورفكان الرياضي الثقافي, 영어: Khor Fakkan Club)은 1981년에 창단된 아랍에미리트의 축구 클럽으로 코르 파칸을 연고로 하고 있다.
과거 알칼리즈(Al Khaleej)라는 이름으로 불렸지만 2017년 6월에 새로운 이름과 로고로 브랜드를 변경하여 현재 코르파칸 클럽이 되었다. 2019년 팀은 UAE 1부 리그에서 우승을 차지하고 최상위 리그 UAE 프로리그로 승격했는데 이는 2008년 이후 처음이었다.

## 선수 명단

### 현역
참고: FIFA 자격 규정에 따라 소속된 국가대표팀 국기를 표시합니다. 선수는 복수의 FIFA 비회원국 국적을 가지고 있을 수 있습니다.
| 번호 | 포지션 | 국적   | 이름          |
| ---- | ------ | ------ | ------------- |
| 3    | DF     |        | 권경원        |
| 9    | FW     | 모로코 | 타릭 티수달리 |
| 18   | MF     |        | 원두재        |
| 30   | DF     | 기니   | 우마르 케이타 |

| 번호 | 포지션 | 국적 | 이름            |
| ---- | ------ | ---- | --------------- |
| 70   | MF     | 말리 | 드리사 쿨리발리 |
| 72   | FW     |      | 이승준          |
| 99   | FW     | 말리 | 체이크나 둠비아 |

## 역대 감독
| 감독            | 임기   |
| --------------- | ------ |
| 가브리엘 칼데론 | 2022   |
| 다니엘 이서일러 | 2024 ~ |